# Aleksander Mülber
Aleksander Mülber, más néven Aleksander Mühlberg (Tallinn, 1897. december 29. – Párizs, 1931. május 19.) észt festő és grafikus.

## Élete
1912-ben kezdett el művészetet tanulni, amikor egy kereskedelmi iskolában – ahová eredetileg beiratkozott – megszakította a tanulmányait. Ants Laikmaa-nál és az Észt Művészeti Társaságnál tanult. 1915-ben részt vett a fiatal művészek kiállításán, ahol nemzeti romantikus stílusú pasztelljeit a kritika nagyra értékelte. Művész kollégáival és barátaival, Oskar Kallisszal és Välko Tuullal együtt csatlakozott a Pakri-szigeteken működő Vikerla művésztelephez, amelyet Balder Tomasberg alapított. 1918-ig a csoport tagja maradt. Ennek az időszaknak a végén művészete sötétebb árnyalatot kapott, valószínűleg két barátja, Kallis és Tuul halála miatt. Az észt függetlenségi háború alatt hat másik művésszel együtt a frontra küldték, hogy megmentsék és megóvják a harcok által pusztítással fenyegetett művészeti és kulturális örökségi jelentőségű tárgyakat. A háborút követően 1921-ben Párizsba költözött, és ott töltötte élete utolsó éveit.

## Képgaléria

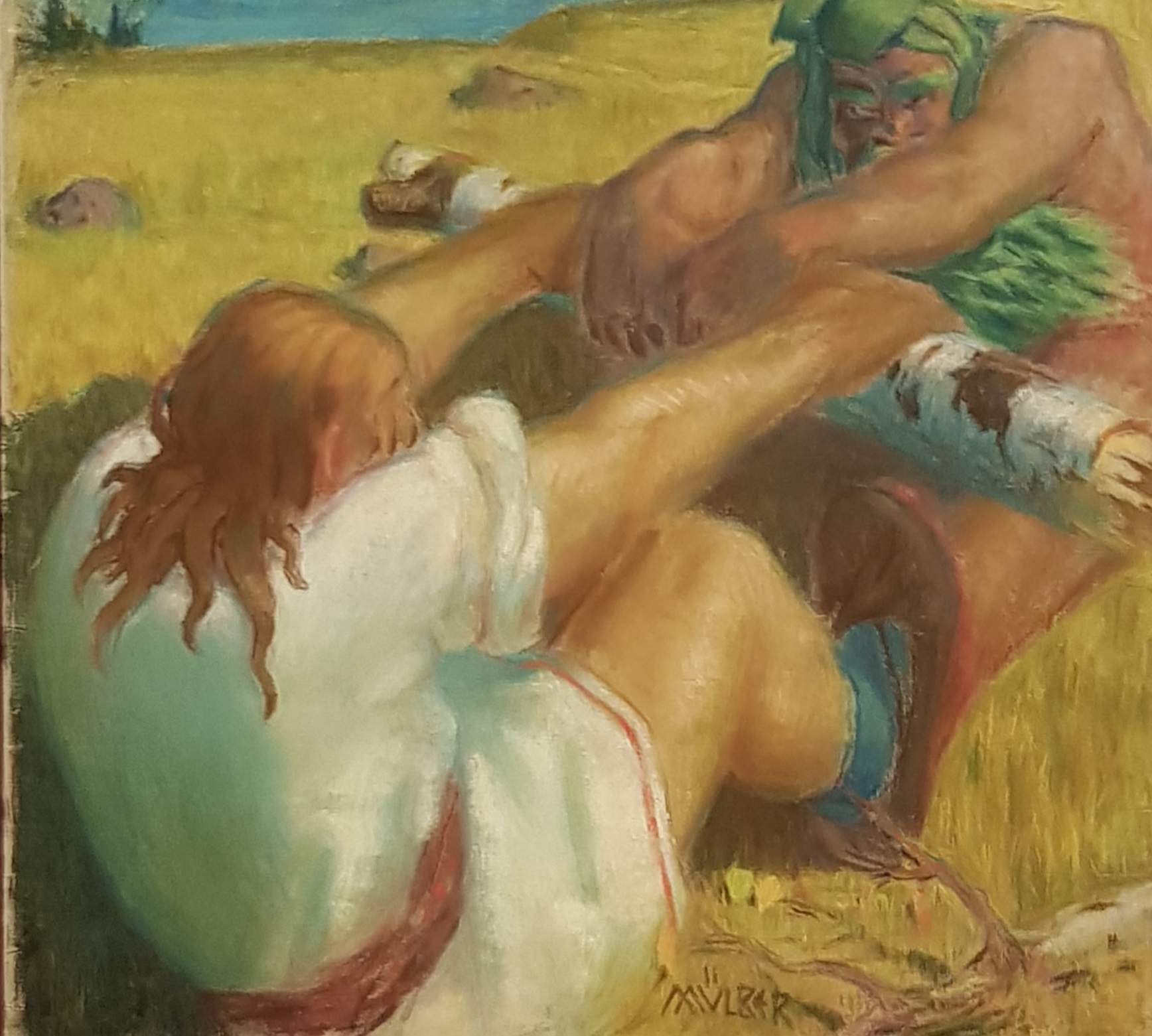
Kalevipoeg (1915)
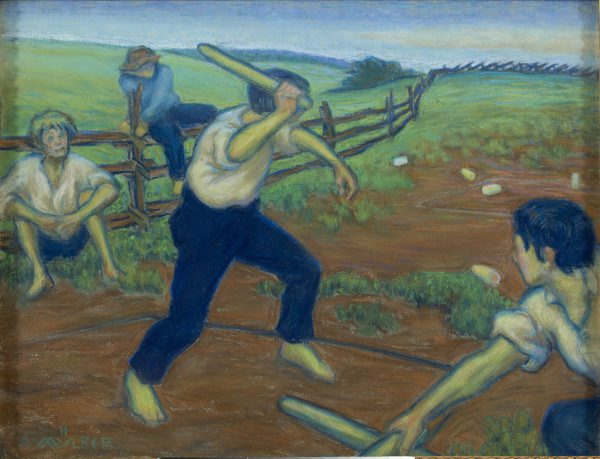
Játékosok (1915)
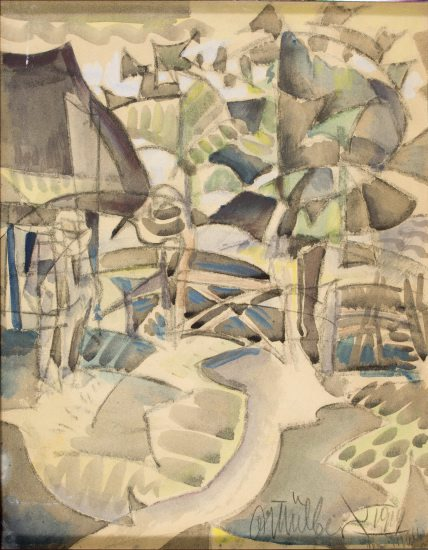
Kompozíció (1919)
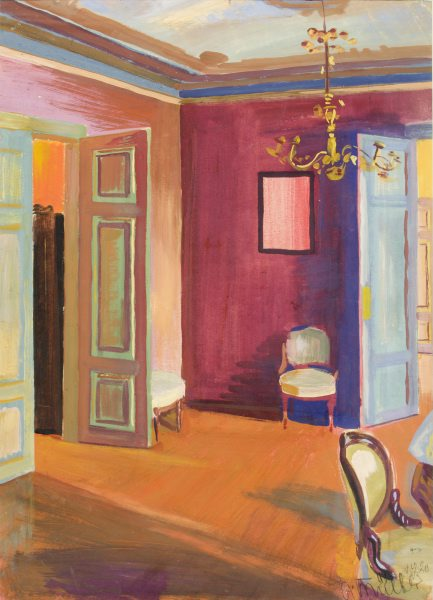
Szobabelső (1920)
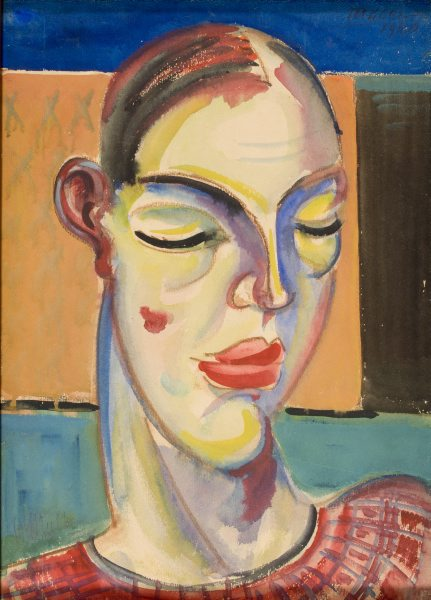
A fej (1920)
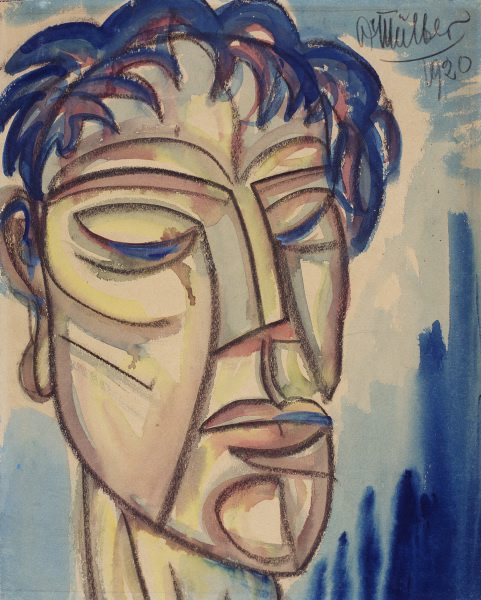
A fej (1920)

## Fordítás
- Ez a szócikk részben vagy egészben  az   Aleksander Mülber című angol Wikipédia-szócikk ezen változatának fordításán alapul.  Az eredeti cikk szerkesztőit annak laptörténete sorolja fel. Ez a jelzés csupán a megfogalmazás eredetét és a szerzői jogokat jelzi, nem szolgál a cikkben szereplő információk forrásmegjelöléseként.